# TÜV

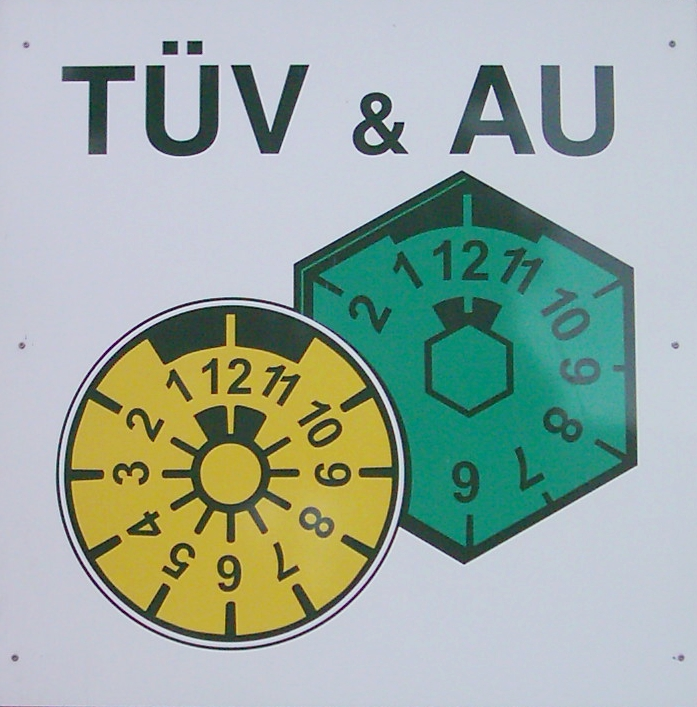
Etiquetas TÜV de inspección en Alemania.

Las TÜV (Technischer Überwachungs-Verein) son organizaciones certificadoras alemanas que tratan de prevenir a los seres humanos y al medio ambiente frente a los peligros que provienen de fábricas y de mecanismos de todo tipo. Como consultora independiente, examinan, llevando un seguimiento de fábricas, motores, instalaciones eléctricas y muchos otros sistemas. Las numerosas subsidiarias de las certificadoras TÜV también pueden aparecer como certificadoras de protección medioambiental.
No existe ningún vehículo alemán que pueda rodar en carreteras públicas sin un certificado expedido por una TÜV, o en su defecto una Dekra, su principal competidora. En la mayoría de los casos, la certificación ha de ser renovada tras pasar dos años. Las guías de certificación de las empresas certificadoras TÜV son de las más estrictas del mundo.

## Listado de empresas
- TÜV NORD AG
- TÜV Rheinland AG
- TÜV Saarland e.V.
- TÜV SÜD AG
- TÜV Technische Überwachung Hessen GmbH
- TÜV Thüringen-Gruppe